# Raditude
| 전문가 평가          | 전문가 평가 |
| 총 점수              | 총 점수     |
| 출처                 | 점수        |
| -------------------- | ----------- |
| AnyDecentMusic?      | 4.8/10      |
| 메타크리틱           | 57/100      |
| 평가 점수            |             |
| 출처                 | 점수        |
| AllMusic             | [ 7 ]       |
| The A.V. Club        | C+          |
| Chicago Tribune      | [ 9 ]       |
| Entertainment Weekly | B+          |
| Los Angeles Times    | [ 11 ]      |
| NME                  | 6/10        |
| Pitchfork            | 4.5/10      |
| Q                    | [ 13 ]      |
| Rolling Stone        | [ 14 ]      |
| Spin                 | 6/10        |

《Raditude》는 2009년 10월 30일에 발매된 미국의 록 밴드 위저의 일곱 번째 스튜디오 음반으로, DGC 레코드, 게펀 레코드, 인터스코프 레코드에서 발매된 마지막 음반이다. 이 음반의 제목은 배우 레인 윌슨이 위저의 프론트맨 리버스 쿼모에게 제안한 것이다. 이 음반의 첫 번째 싱글 〈(If You're Wondering If I Want You To) I Want You To〉는 2009년 8월에 발매되었다. 이 음반은 빌보드 200에서 7위로 데뷔했다. 이 음반의 커버 아트는 원래 《내셔널 지오그래픽》 2009년 8월호에 게재된 시드니라는 이름의 개의 사진이다.
이 음반은 2009년 10월 30일, 오스트레일리아에서 처음 발매되었다. 이 음반은 2009년 11월 2일 영국에서, 그 다음날 미국에서 발매되었다. 이 음반은 빌보드 200에서 7위로 올라섰고, 발매 첫 주에 66,000장이 팔렸다. 2010년 9월 현재, 이 음반은 240,000장이 팔렸다.

## 배경 및 녹음
이 음반에 대한 지식은 2008년 11월 초 위저가 일곱 번째 음반을 녹음하기 위해 스튜디오로 향할 것이라고 보도한 Billboard.com에 의해 처음 알려졌다. 2008년 11월 15일, 업로드된 "Let's Write A Sawng: Step 16"이라는 제목의 유튜브 게시물에는 프로듀서 잭나이프 리가 23곡 중 3곡을 짧게 목록하고 있는 가운데 프론트맨 리버스 쿼모가 스튜디오에 있는 모습이 담겨 있어 일곱 번째 음반이나 새로운 B-사이드 녹음에 대한 추측을 더했다.
5월, 밴드의 웹마스터이자 기록 보관자인 칼 코흐는 이 음반에 정해진 발매일이 없으며 추가적인 자료를 녹음할 것이라고 밝혔다. 그는 이전 음반인 2008년의 《Weezer (Red Album)》와 달리 쿼모가 이 음반의 유일한 리드 보컬리스트가 될 것이라고 밝혔다. 2009년 초여름, 세션 드러머 조시 프리스가 타악기 연주자로 위저에 합류했으며 일반 드러머 패트릭 윌슨이 쿼모의 기타 작업을 맡았다. 프리스는 KROQ 위니 로스트에서 밴드와 함께 공연했다. 이 행사에 대한 인터뷰에서 밴드는 새 음반이 2009년 여름에 발매될 것이라고 밝혔다.
7월 24일, 위저는 지산 월드 락 페스티벌에서 〈Can't Stop Partying〉, 〈I'm Your Daddy〉, 그리고 〈The Girl Got Hot〉이라는 세 곡의 신곡을 연주했다. 〈Can't Stop Partying〉는 이전에 2008년 쿼모의 《Alone II》 음반에서 데모 형식으로 발매되었다. 2009년 7월 26일 후지 록 페스티벌에서 〈The Girl Got Hot〉을 공연하는 동안, 쿼모는 위저의 일곱 번째 스튜디오 음반이 2009년 10월에 발매될 것이라고 밝혔다. 2009년 8월 4일, 음반의 마지막 녹음 세션이 있었고, 이틀 후에 디스크의 믹싱이 시작되었다.
〈Can't Stop Partying〉는 힙합 프로듀서 저메인 듀프리와 공동 작곡하였고, 래퍼 릴 웨인이 피처링하였다. 〈Put Me Back Together〉는 올 아메리칸 리젝트 멤버 타이슨 리터 및 닉 윌러와 공동 작곡하였다.

## 곡 목록
| #   | 제목                                                     | 작사·작곡                  | 재생 시간 |
| --- | -------------------------------------------------------- | -------------------------- | --------- |
| 1.  | 〈(If You're Wondering If I Want You To) I Want You To〉 | 리버스 쿼모, 버치 워커     | 3:28      |
| 2.  | 〈I'm Your Daddy〉                                       | 쿼모, 루커즈 곳월드        | 3:08      |
| 3.  | 〈The Girl Got Hot〉                                     | 쿼모, 워커                 | 3:14      |
| 4.  | 〈Can't Stop Partying〉 (Feat. 릴 웨인)                  | 쿼모, 저메인 듀프리        | 4:22      |
| 5.  | 〈Put Me Back Together〉                                 | 쿼모, 타이슨 리터, 닉 윌러 | 3:15      |
| 6.  | 〈Trippin' Down the Freeway〉                            | 쿼모                       | 3:40      |
| 7.  | 〈Love Is the Answer〉                                   | 쿼모, 잭나이프 리          | 3:43      |
| 8.  | 〈Let It All Hang Out〉                                  | 쿼모, 듀프리, 리           | 3:17      |
| 9.  | 〈In the Mall〉                                          | 패트릭 윌슨                | 2:39      |
| 10. | 〈I Don't Want to Let You Go〉                           | 쿼모                       | 3:48      |